# Вильф, Эйнат
Эйнат Вильф (ивр. עינת וילף‎; род. 11 декабря 1971 года, Иерусалим, Израиль) — израильский политик, учёный, депутат кнессета 18-го созыва от партии «Ацмаут» (первоначально от «Аводы»).

## Биография
Эйнат Вильф родилась 11 декабря 1971 года в городе Иерусалим, Израиль. Получила первую степень в области политологии и истории искусств в Гарвардском университете. Вторую степень получила в области управления бизнеса, в бизнес-школе «INSEAD». Степень PhD получила в колледже Вулфсона Кембриджского университета в области политологии. Служила офицером в «подразделении 8200».
Работала советником израильского политика Шимона Переса, преподавала в колледже Сапир, вела колонку в газете «Исраэль хайом». В 2009 году заняла четырнадцатое место в предвыборном списке Аводы, но в кнессет не прошла, так как партия получила 13 мандатов. После того, как Офир Пинес покинул политику, Вильф заняла его место. Вошла в состав комиссии кнессета, финансовой комиссии, комиссии по науке и технологии, комиссии по иностранным делам и безопасности, комиссии по образованию, культуре и спорту, комиссии по вопросам государственного контроля и комиссии по вопросам алии, абсорбции и диаспоры.
В январе 2011 года вместе с несколькими другими депутатами кнессета от партии «Авода» вошла в состав новой фракции — «Ацмаут».
Вильф замужем за немецким журналистом Рихардом Гутьяром, в 2010 году у них родился ребёнок.